# Новотаповское сельское поселение
Новотаповское се́льское поселе́ние — муниципальное образование в Юргинском районе Тюменской области Российской Федерации.
Административный центр — село Новый Тап.

## История
Статус и границы сельского поселения установлены Законом Тюменской области от 5 ноября 2004 года № 263 «Об установлении границ муниципальных образований Тюменской области и наделении их статусом муниципального района, городского округа и сельского поселения».

## Население
| 2010 | 2011  | 2012  | 2013  | 2014 | 2015 | 2016 |
| ---- | ----- | ----- | ----- | ---- | ---- | ---- |
| 1217 | ↘1213 | ↘1108 | ↘1046 | ↘999 | ↘961 | ↘927 |
| 2017 | 2018  | 2019  | 2020  | 2021 |      |      |
| ↘884 | ↘847  | ↘777  | ↘731  | ↗737 |      |      |

## Состав сельского поселения
| № | Населённый пункт | Тип населённого пункта       | Население |
| - | ---------------- | ---------------------------- | --------- |
| 1 | Новый Тап        | село, административный центр | ↗737      |